# Kösztner Vilmos
Kösztner Vilmos (Debrecen, 1917 – 1965. január 10. előtt) magyar nemzetközi labdarúgó-játékvezető.

## Pályafutása
Fiatal korában atletizált, 400 méteren versenyzett. Az 1933-as országos bajnokságon ezüstérmes volt. Később labdarúgóként a DEAC-ban jobbszélsőként szerepelt.
1955-ben lett NB II-es, országos bíró. 1958-ban NB I-es játékvezetői minősítést kapott.
Az aktív nemzeti játékvezetéstől 1962-ben vonult vissza.
1962 júliusában az Magyar Testnevelési és Sport Tanács (MTST) sportpolitikai okokból egyik napról a másikra drákói határozattal olyan döntést hozott, hogy az élvonalbeli játékvezetők életkorát 50 évről azonnali végrehajtással 45 évre szállította le. Egy csapással 37 játékvezetőnek törték derékba sportpályafutását.
A Magyar Labdarúgó-szövetség (MLSZ) Játékvezető Bizottsága (JB) terjesztette fel nemzetközi játékvezetőnek, a Nemzetközi Labdarúgó-szövetség (FIFA) 1960-tól tartotta nyilván bírói keretében. Több nemzetek közötti válogatott és klubmérkőzést vezetett, vagy működő társának partbíróként segített. Az aktív nemzetközi játékvezetéstől 1961-ben búcsúzott.
A civil életben a Debreceni MÁV Filharmonikus Zenekarban dolgozott.

## Sikerei, díjai
A Hajdú-Bihar megyei Labdarúgó-szövetség (HBLSZ) Játékvezető Bizottsága (JB), a megye egyik kiemelkedő képességű korábbi nemzetközi játékvezetőjéről a Kösztner Vilmos Vándorserleget alapította. Ezt a díjat minden évben a megye Év Játékvezetője kapja.